# Balloterookwants
De balloterookwants (Raglius alboacuminatus) is een wants uit de onderfamilie Rhyparochrominae en uit de familie bodemwantsen (Lygaeidae).
De onderfamilie Rhyparochrominae wordt ook weleens als een zelfstandige familie Rhyparochromidae gezien in een superfamilie Lygaeoidea. Lygaeidae is conform de indeling van bijvoorbeeld het Nederlands Soortenregister.

## Uiterlijk
De balloterookwants is 5,4 - 6,3 millimeter lang. Ze hebben een opvallende rood-bruin en wit patroon op het onderste deel van het zwarte halsschild (pronotum) en op de voorvleugels. Op de cuneus is er een grote witte vlek. Ook op het achterste deel van het donkere membraan (doorzichtige deel van de voorvleugels) is een witte vlek. De wantsen kunnen zowel kortvleugelig (brachypteer) als langvleugelig (macropteer) zijn. De kop en het schildje (scutellum) zijn zwart.

## Verspreiding en habitat
Deze soort komt voor in Europa (behalve in het noordelijke deel). In het zuiden reikt het verspreidingsgebied tot in Noord-Afrika en in het oosten tot in West-Siberië, Klein-Azië en het gebied rond de Kaspische Zee. Hij is met vrachtvervoer versleept naar de Noord-Amerika, waar hij zich snel heeft verspreid. Het is een bewoner van warme, droge tot matig vochtige leefgebieden. (vooral op kalkbodem). Hij komt voor in verschillende soorten leefgebieden. waar wel vaak loof- of naaldbomen in de omgeving aanwezig zijn, zoals bosranden, open plekken, houtwallen, wegbermen, braakliggende terreinen.

## Leefwijze
Hij leeft vaak onder planten uit de lipbloemenfamilie (Lamiaceae), met name Ballote (Ballota) en Andoorn (Stachys). De wantsen leven van zaden op de grond en klimmen zelden in de planten om aan de rijpende zaden te zuigen. De imago’s overwinteren onder losse schors en dood hout en paren in mei. De nimfen worden vooral waargenomen in juni en juli. De volwassenen wantsen van de nieuwe generatie verschijnen vanaf juli. Er wordt één generatie gevormd per jaar, maar in zuidelijk gelegen gebieden kan er onder gunstige omstandigheden een tweede generatie zijn.